# Sede legale
La sede legale (o sede sociale), in diritto, indica il luogo in cui un ente o un'impresa abbia stabilito il centro dei propri affari.

## Descrizione
La sede legale non va tuttavia confusa con la sede operativa, ove si svolgono delle mere operazioni dell'attività, o con la sede amministrativa; in quest'ultima si trovano gli uffici amministrativi dell'impresa, nella quale vengono svolte le attività politiche e gestionali. 
Il concetto di "centro degli affari" può essere ricondotto al mero luogo di notifica della corrispondenza legale e la sede legale può essere anche una casella postale. Nella pratica professionale molte società di capitale o cooperative indicano nell'atto costitutivo come sede legale lo studio di un professionista e in tale luogo vengono tenute le riunioni del consiglio di amministrazione o dell'assemblea societaria.

## Nel mondo

### Italia
Secondo il codice civile italiano il concetto è l'equivalente del concetto di residenza per le persone fisiche, l'articolo 46 a tal proposito afferma:
In merito, secondo la sentenza della Suprema Corte di Cassazione n. 497 del 18 gennaio 1997:
Dopo la riforma del diritto societario di cui al d.lgs. 17 gennaio 2003, n. 6 il trasferimento della sede legale all'interno dello stesso comune non è più considerata modificazione dell'atto costitutivo e può essere comunicata al registro delle imprese direttamente dagli amministratori senza effettuare un rogito notarile.